# 黛安·馮·菲斯滕貝格
黛安·馮·菲斯滕貝格（Diane von Fürstenberg，婚前名Diane Simone Michele Halfin
，1946年12月31日—）是一名比利時時裝設計師，出生於布魯塞爾。1969年她與德國貴族後裔埃貢·馮·菲斯滕貝格在法國結婚，不久後她前往美國紐約並開始自己的時裝設計事業。菲斯滕貝格的裹身裙設計獲得知名時裝雜誌編輯黛安娜·佛里蘭的大力讚賞，1976年她登上新聞週刊封面，後者稱她為「自可可·香奈兒以來市場上表現最出色的女人」。2006年她當選美國時裝設計師協會（CFDA）主席，擔任該職長達13年。2019年入選國家女性名人堂。

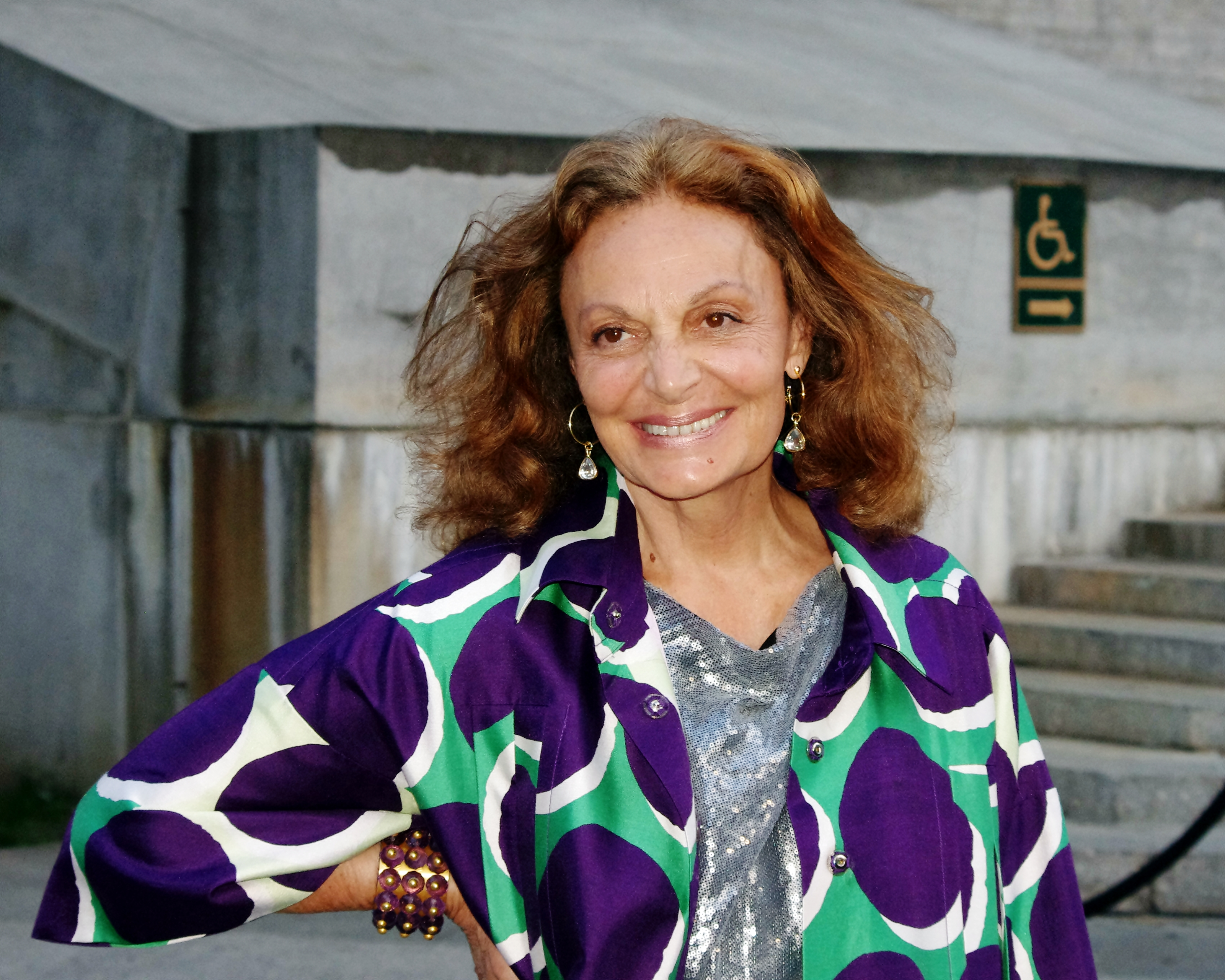
黛安·馮·菲斯滕貝格